# Heliobolus spekii
Espèce
Synonymes
- Eremias spekii Günther, 1872
- Eremias rugiceps Peters, 1878
- Eremias sextaeniata Stejneger, 1894
- Eremias spekii scorteccii Arillo, Balletto & Spano, 1965

Heliobolus spekii est une espèce de sauriens de la famille des Lacertidae.

## Répartition
Cette espèce se rencontre en Tanzanie, au Kenya, en Somalie, en Éthiopie, au Soudan du Sud et au Soudan.

## Description
L'holotype de Heliobolus spekii mesure 53 mm, queue non comprise. Cette espèce a la face dorsale brunâtre et présente trois lignes longitudinales blanches au milieu de son dos et parfois une autre irrégulière sur ses flancs.

## Liste de sous-espèces
Selon The Reptile Database (21 janvier 2013) :
- Heliobolus spekii scorteccii (Arillo, Balletto & Spanò, 1965)
- Heliobolus spekii sextaeniata (Stejneger, 1894)
- Heliobolus spekii spekii (Günther, 1872)

## Étymologie
Son nom d'espèce lui a été donné en l'honneur du capitaine Speke qui a collecté les deux premiers spécimens analysés.

## Publications originales
- Arillo, Balletto & Spanò, 1965 : II e III spedizione Scortecci in Migiurtinia: il genere Eremias Wiegmann (Reptilia, Lacertidae). Bollettino dei Musei e degli Istituti Biologici della Universita di Genova, vol. 33, p. 85-109.
- Günther, 1872 : Description of three new species of Eremias. Annals and Magazine of Natural History, ser. 4, vol. 9, p. 381-382 (texte intégral).
- Stejneger, 1894 : On some collections of reptiles and batrachians from East Africa and the adjacent islands, recently received from Dr. W. L. Abbott and Mr. William Astor Chanler, with descriptions of new species. Proceedings of the United States National Museum, vol. 16, p. 711-741 (texte intégral).